# A New Day Has Come
A New Day Has Come är ett studioalbum av den kanadensiska sångaren Céline Dion. Det gavs ut den 22 mars 2002 och innehåller 17 låtar.

## Låtlista
| Nr  | Titel                              | Längd |
| --- | ---------------------------------- | ----- |
| 1.  | I'm Alive                          | 3:30  |
| 2.  | Right in Front of You              | 4:13  |
| 3.  | Have You Ever Been in Love         | 4:08  |
| 4.  | Rain, Tax (It's Inevitable)        | 3:25  |
| 5.  | A New Day Has Come                 | 4:23  |
| 6.  | Ten Days                           | 3:37  |
| 7.  | Goodbye's (The Saddest Word)       | 5:19  |
| 8.  | Prayer                             | 5:34  |
| 9.  | I Surrender                        | 4:47  |
| 10. | At Last                            | 4:17  |
| 11. | Super Love                         | 4:16  |
| 12. | Sorry for Love                     | 4:10  |
| 13. | Aun Existe Amor                    | 3:52  |
| 14. | The Greatest Reward                | 3:28  |
| 15. | When the Wrong One Loves You Right | 3:48  |
| 16. | A New Day Has Come                 | 5:42  |
| 17. | Nature Boy                         | 3:45  |

## Listplaceringar
| Lista               | Topplacering |
| ------------------- | ------------ |
| Australien          | 1            |
| Belgien (Flandern)  | 2            |
| Belgien (Vallonien) | 1            |
| Danmark             | 2            |
| Finland             | 1            |
| Frankrike           | 1            |
| Italien             | 1            |
| Nederländerna       | 1            |
| Norge               | 1            |
| Nya Zeeland         | 1            |
| Schweiz             | 1            |
| Sverige             | 1            |
| Österrike           | 1            |